# Barn (album)
Barn is het 41e studioalbum van de Canadese singer-songwriter Neil Young en het 14de album met Crazy Horse. Het album een uitgave van Reprise Records. Op 20 januari 2022 verscheen via het YouTube-kanaal van Young een film met dezelfde naam die geregisseerd is door zijn vrouw Daryl Hannah. In deze film is te zien hoe het album is opgenomen.

## Musici
1. Neil Young - gitaar
2. Nils Lofgren - gitaar, piano
3. Billy Talbot - bas
4. Ralph Molina - drums

## Tracklist
Alle muziek en teksten zijn geschreven door Neil Young. 
| Nr. | Titel                    | Duur |
| --- | ------------------------ | ---- |
| 1.  | Song of the Seasons      | 6:04 |
| 2.  | Heading West             | 3:22 |
| 3.  | Change Ain't Never Gonna | 2:53 |
| 4.  | Canerican                | 3:12 |
| 5.  | Shape of You             | 2:55 |
| 6.  | They Might Be Lost       | 4:32 |
| 7.  | Human Race               | 4:14 |
| 8.  | Tumblin' Thru the Years  | 3:19 |
| 9.  | Welcome Back             | 8:28 |
| 10. | Don't Forget Love        | 3:48 |